# Richard Lester (aviron)
Richard Lester, né le 24 mars 1949 à Wallingford (Oxfordshire), est un rameur d'aviron britannique. 

## Carrière
Richard Lester participe aux Jeux olympiques de 1976 à Montréal et remporte la médaille d'argent avec le huit  britannique composé de John Yallop, Timothy Crooks, Hugh Matheson, David Maxwell, James Clark, Fred Smallbone, Leonard Robertson et Patrick Sweeney.